# Tucrir
Tucrir (em amárico: Tukrīr; em tigrínio: Tukrir), na Etiópia e Eritreia, é um termo utilizado para designar pessoas de origem da África Ocidental ou Central. Deriva do nome do Reino de Tacrur que prosperou no baixo rio Senegal no século XI. O lugar era bem conhecido pelos geógrafos árabes, e um habitante de Tacrur ou da África Ocidental em geral era chamado em árabe de tacruri (takrūrī; pl. takārīr ou takārna) a partir do século XIV em diante. O nisba Atacruri (al-Takrūrī) era um sobrenome comum para alguém de ascendência da África Ocidental. Os termos etíopes são derivados da língua árabe.
Os tucrires habitam principalmente a borda ocidental do planalto da Etiópia. Eles são predominantemente muçulmanos. São principalmente de origem fula e hauçá da região do antigo Império de Bornu. Houve dois grandes períodos de imigração da África Ocidental para a Etiópia. O primeiro coincidiu com as jiades fulas que duraram de 1804 até 1842; o segundo com a Partilha da África, quando a África Ocidental foi colonizada por europeus entre 1885 e 1914.
No século XIX, havia um xeique tucrir com sua capital em Metema, às vezes devendo tributo à Etiópia e outras vezes ao Egito. Acabou dominado pelos furis do Sultanato de Darfur, nas proximidades. Ficou do lado dos madistas durante a Guerra Madista contra a Etiópia (1885–1891) e desapareceu com a derrota dos madistas. O termo falata (fallāta; derivado de fula) substituiu amplamente tacrir no Sudão como um termo para imigrantes da África Ocidental.